# Велис, Алехо (футболист)
Алехо Велис (исп. Alejo Véliz; род. 19 сентября 2003[…], Гёдекен, Санта-Фе) — аргентинский футболист, нападающий английского клуба «Тоттенхэм Хотспур», выступающий на правах аренды за клуб «Росарио Сентраль».

## Клубная карьера
Велис — воспитанник клуба «Росарио Сентраль». 25 июля 2021 года в матче против «Велес Сарсфилд» он дебютировал в аргентинской Примере. 3 мая 2022 года в поединке против «Уракана» Алехо забил свой первый гол за «Росарио Сентраль».
В августе 2023 года перешёл в английский «Тоттенхэм Хотспур», заключив шестилетний контракт.

## Международная карьера
В 2023 году в составе молодёжной сборной Аргентины Велис принял участие в молодёжном чемпионате Южной Америки в Колумбии. На турнире он сыграл в матчах против сборных Бразилии, Колумбии, Парагвая и Перу. В том же году Велис принял участие в домашнем молодёжном чемпионате мира. На турнире он сыграл в матчах против команд Узбекистана, Гватемалы, Новой Зеландии и Нигерии. В поединках против новозеландцев, узбеков и гватемальцев Алехо забил 3 мяча.